# 重なり積分
量子化学において、重なり積分（かさなりせきぶん、英: overlap integral）とは原子軌道の積を含む関数の積分である。

## 概要
分子や固体のなかの電子の状態を表す波動関数を、規格化された原子軌道関数を素材として作ることが多い。このとき波動関数を用いてエネルギーなどの物理量を計算するためには、原子軌道の積を含む関数の積分（分子積分）が必要になる．分子積分のなかで最もよく現れる積分は、原子Aに中心をもつ原子軌道関数{\displaystyle \chi _{A}(\mathbf {r} )}と原子Bに中心をもつ原子軌道関数{\displaystyle \chi _{B}(\mathbf {r} )}に関する積分
{\displaystyle S=\int \chi _{A}^{*}(\mathbf {r} )\chi _{B}(\mathbf {r} )d\tau }
である。{\displaystyle \chi _{A}}と{\displaystyle \chi _{B}}が全く重ならないときは{\displaystyle S=0}で、完全に重なるときは{\displaystyle S=1}である。{\displaystyle S}は0と1の間の大きさをもつ量で、{\displaystyle \chi _{A}}と{\displaystyle \chi _{B}}の重なりの程度を表すと考えられるので重なり積分（または重畳積分）という。
化学反応を説明する電子対理論においては、重なり積分が大きいほど安定な電子対を作りやすいといわれている。一方、大きな分子を扱うときなどで、化学結合を作っていない原子軌道の重なり積分を省略することもしばしば行われる。このような取り扱いの当否は議論の余地のあるところであるが、実験結果を理論的に説明するという意味では都合の良いことも多い。化学結合を説明した草分けのハイトラー、ロンドン、杉浦義勝の論文では、{\displaystyle S^{2}}のことを{\displaystyle S}と書いてあるので注意を要する。重なり積分は原子核内における核子の波動関数についても原子と同じように用いられる。

## 重なり行列
重なり行列（英: overlap matrix）は、量子化学において使われる正方行列である。分子の電子構造計算において用いられる原子軌道基底関数系といった量子系の一連の基底ベクトルの相互関係を記述するために用いられる。具体的には、もしベクトルが互いに直交しているとすると、重なり行列は対角行列となる。加えて、もし基底ベクトルが正規直交系を形成するとすると、重なり行列は単位行列となる。重なり行列は常にn×n行列（nは用いられる基底関数の数）である。これはグラム行列の一種である。
一般に、個々の重なり行列要素は1つの重なり積分として定義される。
{\displaystyle S_{jk}=\langle b_{j}|b_{k}\rangle =\int \Psi _{j}^{*}\Psi _{k}\,d\tau }
上式において、
{\displaystyle \left|b_{j}\right\rangle }は、j番目の基底ケット（ベクトル）、
{\displaystyle \Psi _{j}}は、{\displaystyle \Psi _{j}(x)=\left\langle x|b_{j}\right\rangle }と定義されるj番目の波動関数である。
具体的には、基底系が正規化されると（直交である必要はない）、対角要素はあらゆる点で等しく1となり、非対角要素の大きさは、コーシー＝シュワルツの不等式の通り基底系において一次従属がある時かつその時に限り、1以下となる。さらに、この行列は常に正定値行列である。すなわち、固有値は全て厳密に正の値となる。